# Family Circle Tennis Center

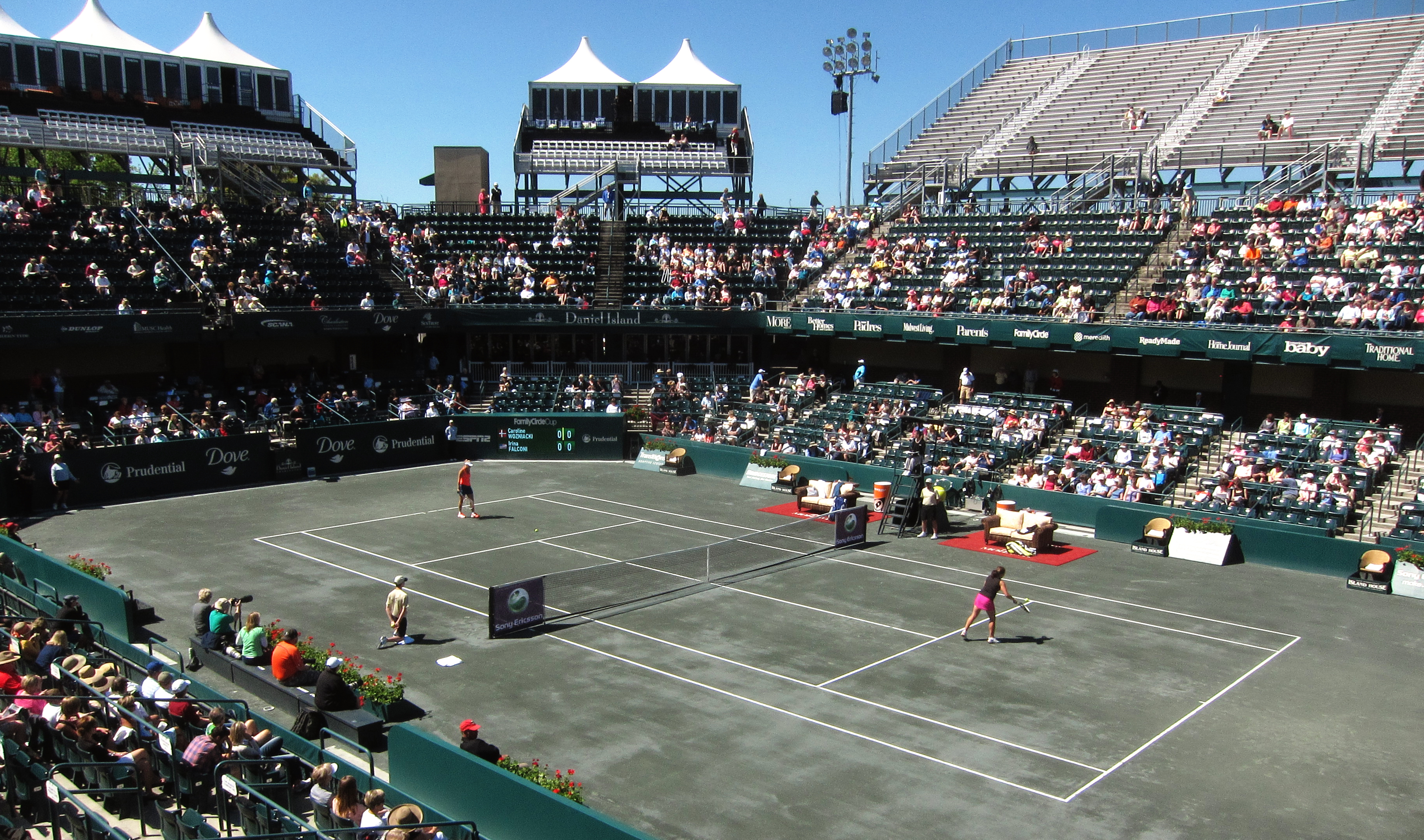
Das Family Circle Magazine Stadium 2011

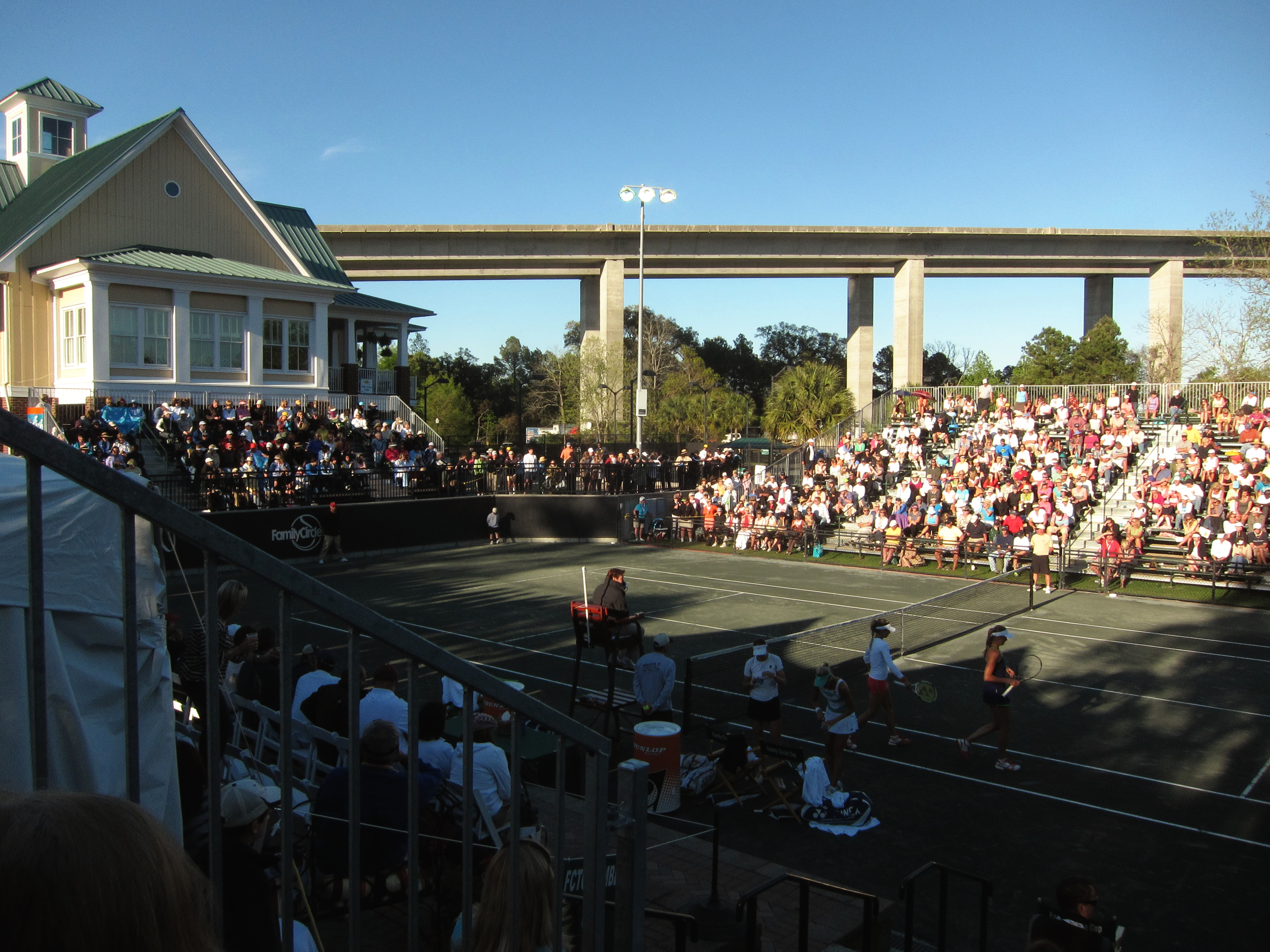
Ein Nebenplatz 2011

Das Family Circle Tennis Center ist ein Tenniskomplex in Charleston, Vereinigte Staaten. Der Hauptplatz, der Billie-Jean-King-Court, bis 2012 Family Circle Magazine Stadium, hat eine Kapazität von 10.200 Plätzen und wurde 2001 fertiggestellt. Auf der Anlage gibt es insgesamt 14 Sand- und sechs Hartplätze.

## Nutzung
Die Anlage ist die Austragungsstätte des WTA Charleston, ein Tennisturnier der Premier-Kategorie der WTA Tour.